# قرار مجلس الأمن التابع للأمم المتحدة رقم 237
قرار مجلس الأمن الدولي رقم 237 الصادر في عام 1967 بتاريخ 14 يونيو وفيه يدعو مجلس الأمن إسرائيل إلى احترام حقوق الإنسان في المناطق التي تأثرت بصراع الشرق الأوسط 1967 حيث يأخذ بعين الاعتبار الحاجة الملحة إلى رفع المزيد من الآلام عن السكان المدنيين وأسرى الحرب في منطقة النزاع في الشرق الأوسط.